# Accident des 24 Heures du Mans 1955
L'accident des 24 Heures du Mans 1955  est, avec 82 morts (dont le pilote français Pierre Levegh) et 120 blessés,, l'accident le plus important de l'histoire du sport automobile.
Le samedi 11 juin 1955, lors de la 23e édition de la course d'endurance mancelle, la Mercedes-Benz 300 SLR de Pierre Levegh décolle en percutant l'Austin-Healey de Lance Macklin à la fin du 35e tour ; elle quitte le sol à plus de 200 km/h, passe au-dessus du talus de protection, explose en retombant sur un muret, et des éléments lourds du véhicule disloqué sont projetés dans la foule dense qui se presse de l'autre côté, le long des palissades, provoquant un nombre important de morts et de blessés. Cet accident entraînera le retrait du constructeur Mercedes-Benz de la compétition automobile pour les décennies suivantes : il ne reviendra au Mans qu'à partir de 1998 et en Formule 1 qu'en 2010.

## Déroulement de l'accident

Schéma approximatif de l'accident.

L'accident a eu lieu à la fin du circuit de 13,5 km, au niveau de la ligne d'arrivée qui précède le long alignement des stands sur la droite, et les enceintes des tribunes à gauche ; avant d'arriver dans ce dernier tronçon les voitures sortent d'une courbe rapide dite « Maison Blanche », puis suivent une portion rectiligne qui oblique légèrement sur la droite après quelques centaines de mètres. Comme dans toute zone où sont admis les spectateurs, la piste est bordée d'un talus de protection haut d'un mètre environ, renforcé par des fascines, et longé un peu plus loin par des palissades derrière lesquelles se trouve le public.
Après une très longue enquête, la commission pourra décrire aussi précisément que possible la séquence qui a mené au drame. À 18 h 28, quatre voitures sortent du virage de « Maison Blanche », d'abord l'Austin-Healey de Lance Macklin (no 26) qui roule à environ 175 km/h, puis la Jaguar de Mike Hawthorn (no 6) qui est en tête de la course à ce moment, suivi de la Mercedes-Benz de Pierre Levegh (no 20) et, un peu en arrière, de la Mercedes-Benz de Juan Manuel Fangio. Ces trois dernières voitures roulent à environ 240 km/h. Dans la courte ligne droite qui suit, Hawthorn double l'Austin de Macklin (no 26), puis se remet à droite, et freine pour entrer au stand.
Macklin (no 26) voit trop tard que la Jaguar (no 6) est en train de ralentir devant lui et, surpris, il donne un brusque coup de volant à gauche et, en même temps, freine si brutalement qu'il bloque ses roues, et perd le contrôle de sa voiture qui part dans une violente embardée à travers la piste au moment où arrive la Mercedes-Benz de Levegh (no 20) qui ne peut pratiquement rien faire pour l'éviter. Le bord arrondi de son aile avant droite atteint le bord gauche du coffre de l'Austin et monte sur ce plan incliné, puis la roue suit ; en une fraction de seconde, l'avant de la Mercedes-Benz se trouve soulevé et, ainsi cabrée, elle offre au vent relatif dû à la vitesse son fond plat qui couvre tout le dessous.
Au coup d'élan vers le haut donné par le tremplin que constitue la plage arrière de l'Austin s'ajoute alors la poussée aérodynamique qui achève de soulever la voiture : elle décolle, heurte les fascines du talus de protection et passe au-dessus ; elle le survole un bref instant mais, comme la piste oblique là vers la droite, elle se retrouve à gauche au-dessus d'une enceinte réservée aux professionnels de l'automobile. En redescendant, elle heurte violemment les spectateurs qui sont en dessous, souvent debout sur des chaises pour mieux voir, ce qui provoque fractures du crâne et même éclatement de la boîte crânienne ; les moins touchés auront des lésions du cuir chevelu. Il y aura là une quinzaine de morts.
Après ce survol d'une quarantaine de mètres, la Mercedes-Benz arrive sur un petit muret en béton qui borde le souterrain permettant de traverser la piste ; toujours cabrée le nez vers le ciel, elle vient s'abattre dessus à près de 150 km/h dans un fracas de tonnerre que beaucoup prendront pour une explosion. Le choc est si violent que tous les éléments situés devant le pilote se détachent : capot, radiateur, moteur, train avant et autres continuent sur leur lancée sur près de soixante mètres à travers la foule dense qui se presse le long des palissades. La partie arrière de la voiture bascule et rebondit en l'air, se retourne et s'écrase vingt mètres plus loin sur le talus de protection juste devant les stands. Quand la Mercedes-Benz s'est retournée en vol, le pilote est tombé dans le fossé situé entre le talus et les palissades. Une jeune femme, accrochée par la voiture au niveau du souterrain, se retrouve sur la piste juste contre le talus et à côté de l'épave qui prend feu dans une puissante déflagration qui jette au sol tous les spectateurs proches.
Il y aura là plus d'une soixantaine de morts. Dans le même temps, l'Austin qui a été percutée par la Mercedes-Benz et dont le train arrière gauche a été démoli par le choc zigzague d'un bord à l'autre de la piste jusqu'aux stands où elle fauche quatre personnes, dont un commissaire de piste qui perdra la vie. Le nombre élevé de victimes tient au fait que la Mercedes-Benz a décollé, ce qui ne s'était encore jamais vu, avant que les éléments lourds comme le moteur ou le train avant ne plongent à travers les spectateurs qui étaient extrêmement nombreux le long des palissades. Les secours seront de surcroît débordés par le nombre important de victimes.
Malgré l'ampleur du drame, les organisateurs décident de ne pas arrêter l'épreuve afin de ne pas saturer les routes d'accès par un départ massif des spectateurs, et ainsi permettre aux secours d'intervenir.
Moss et Fangio poursuivent l'épreuve jusque vers une heure du matin, lorsque la direction de Mercedes-Benz à Stuttgart intime l'ordre à Alfred Neubauer de se retirer. Mercedes-Benz ne reviendra au Mans que dans les années 1980 avec le programme Sauber de Groupe C, puis officiellement en 1998 et 1999. Ayant également quitté le championnat du monde de Formule 1 en 1955 pour les mêmes raisons, Mercedes n'y revient en tant qu'écurie qu'en 2010.

Images des conséquences de l'accident.
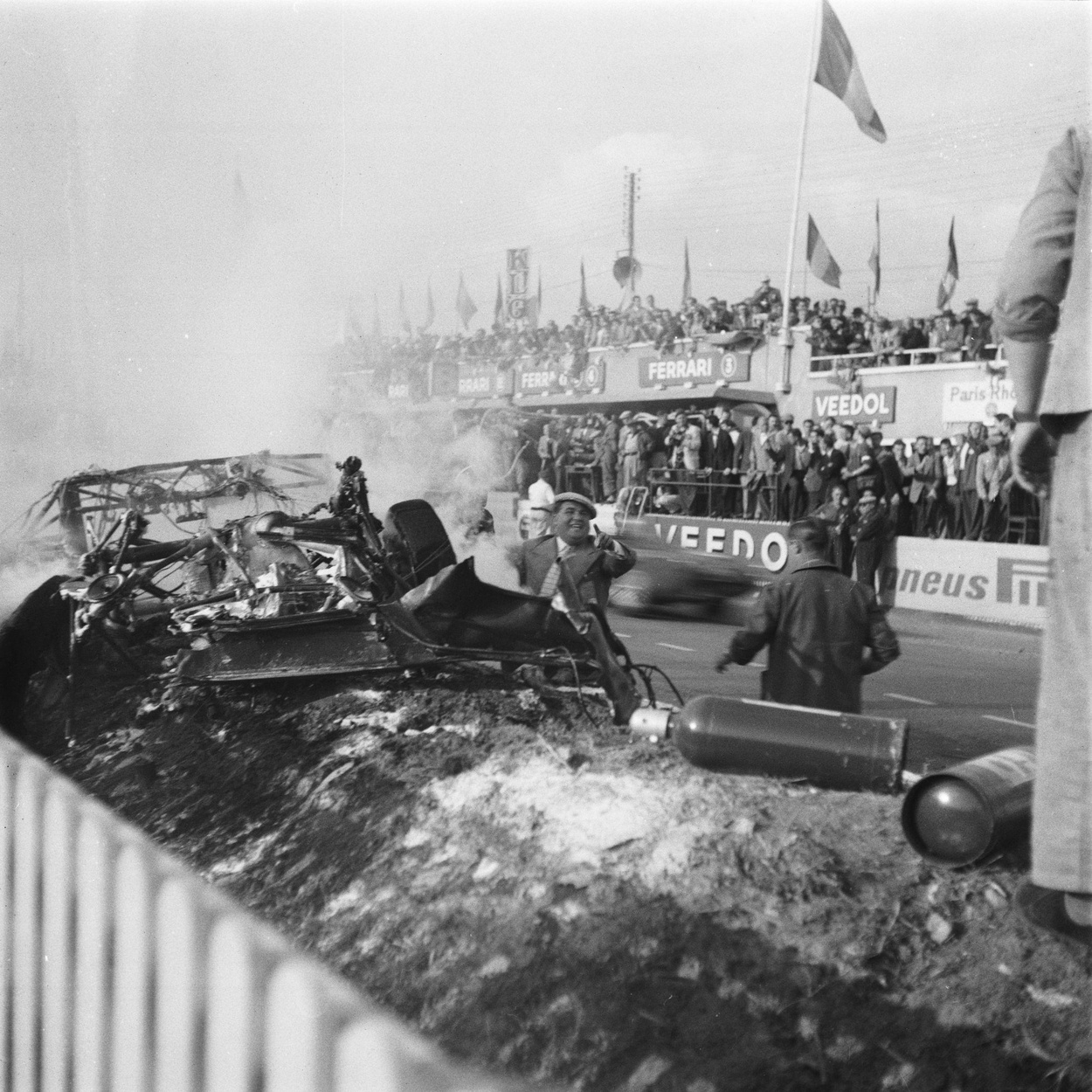
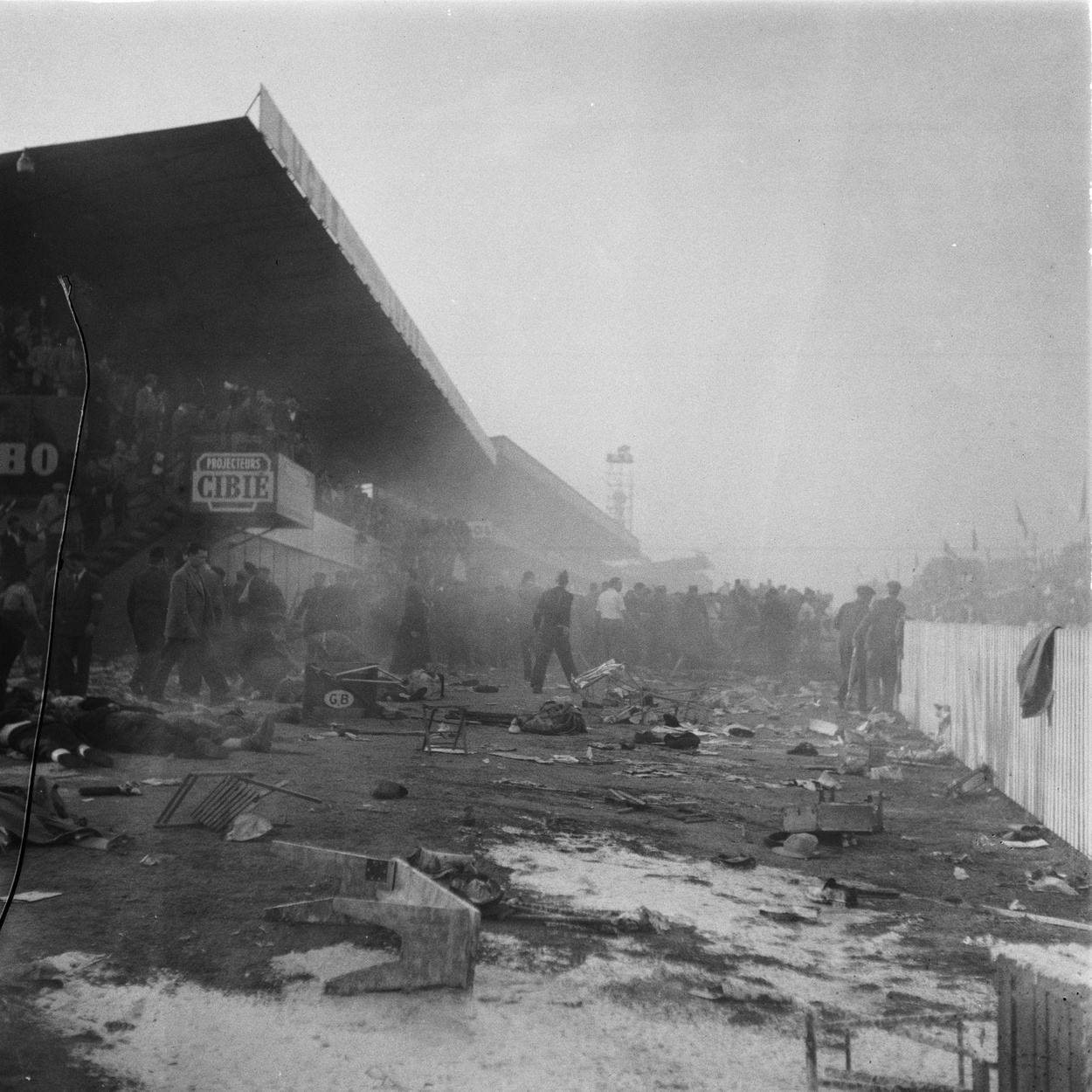
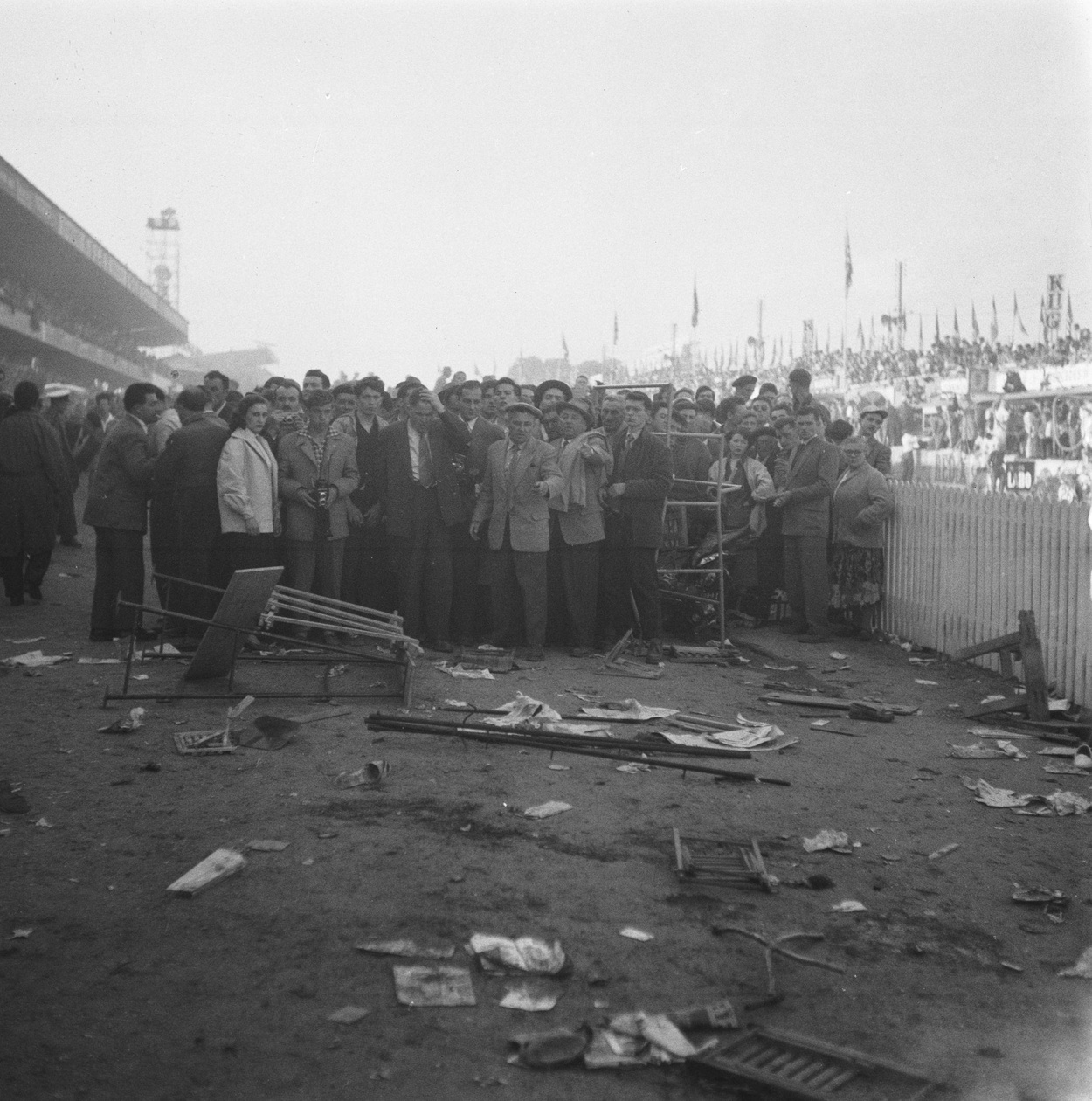
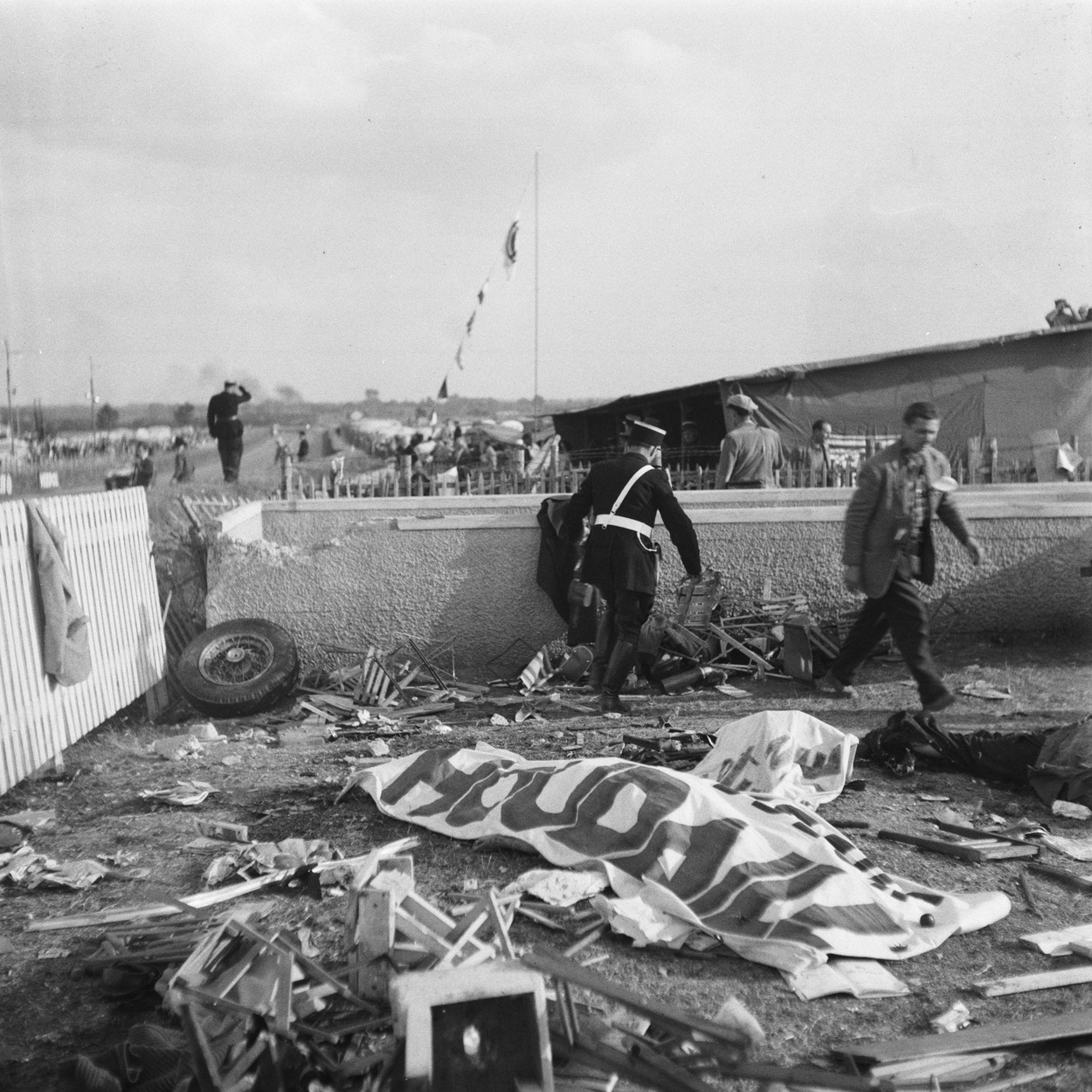
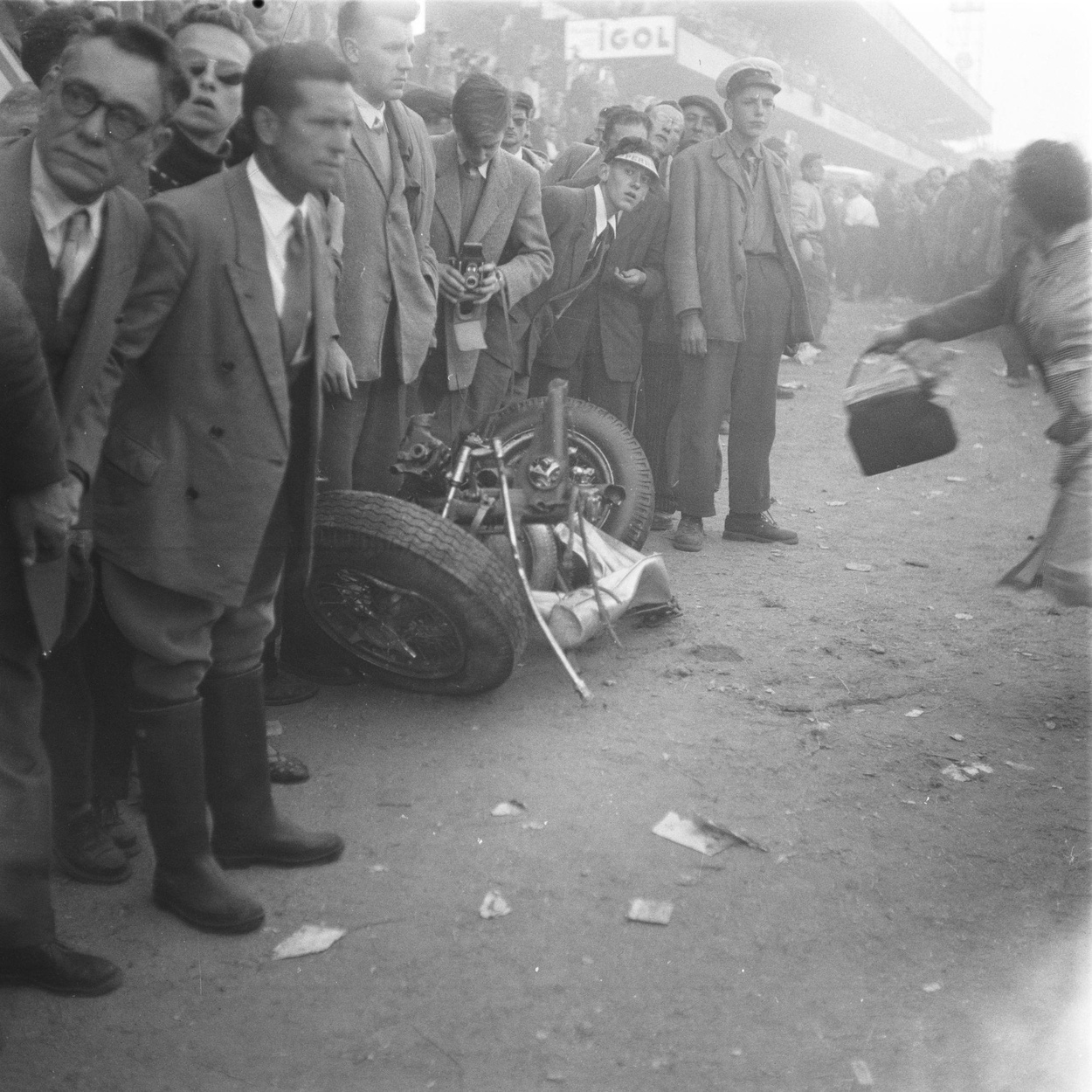
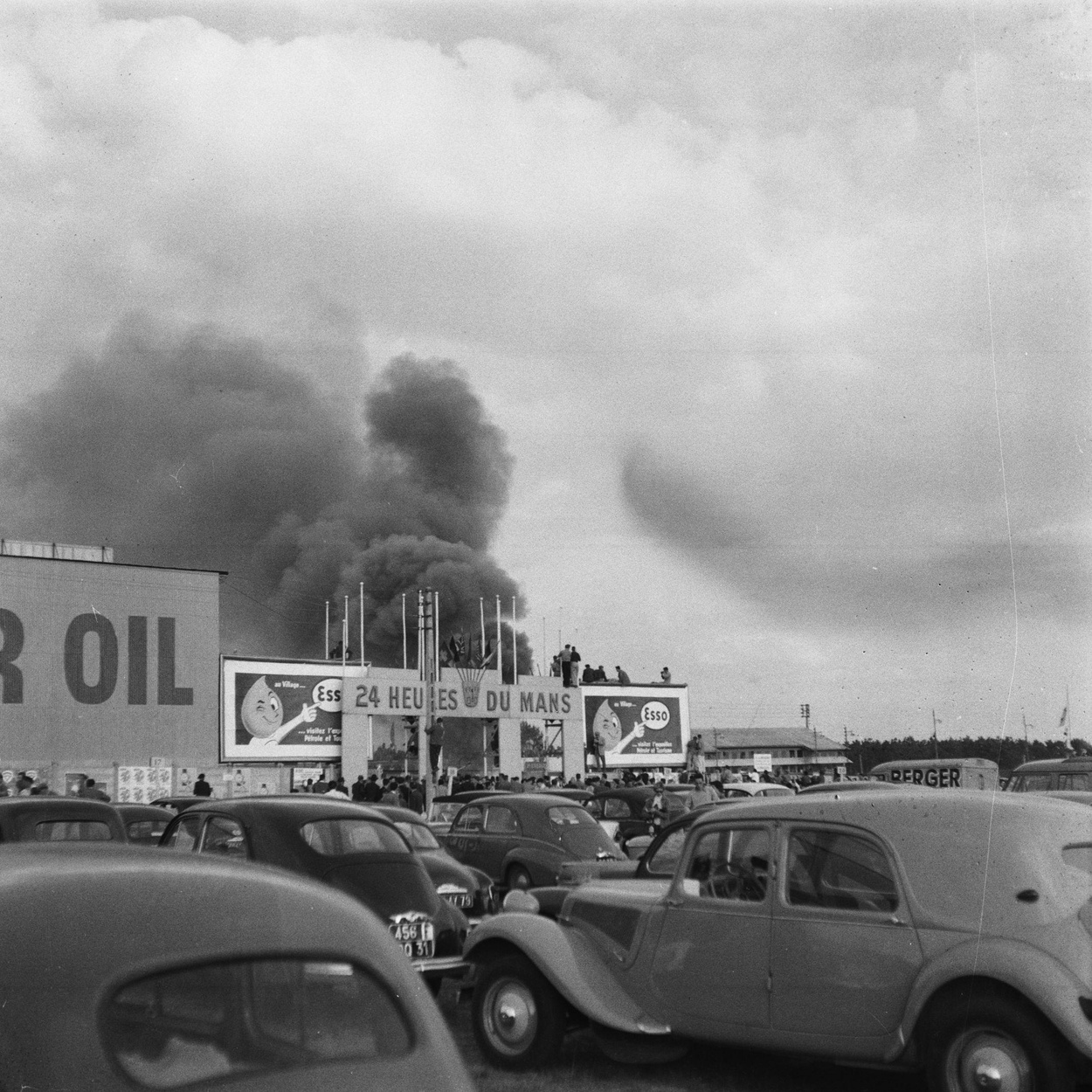
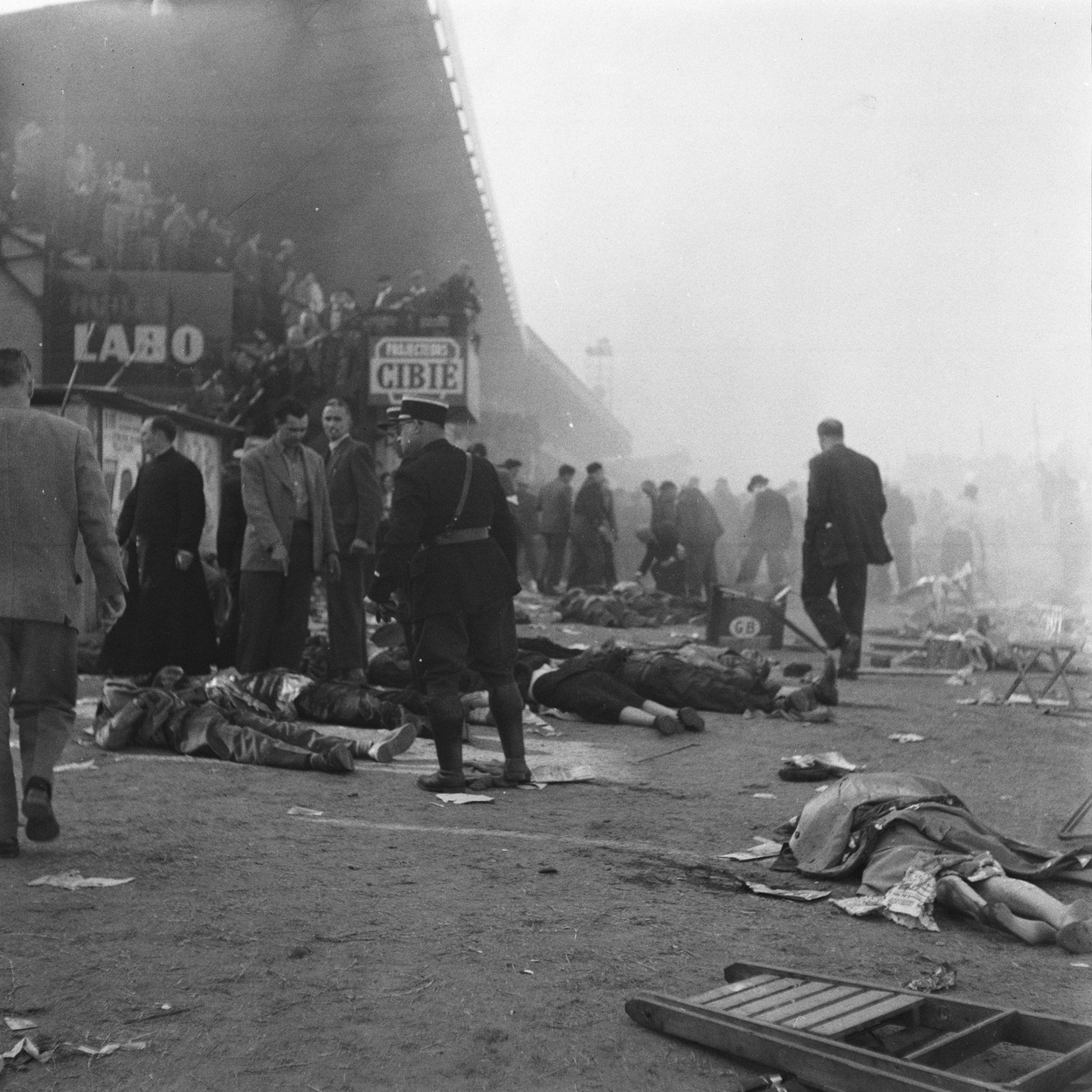
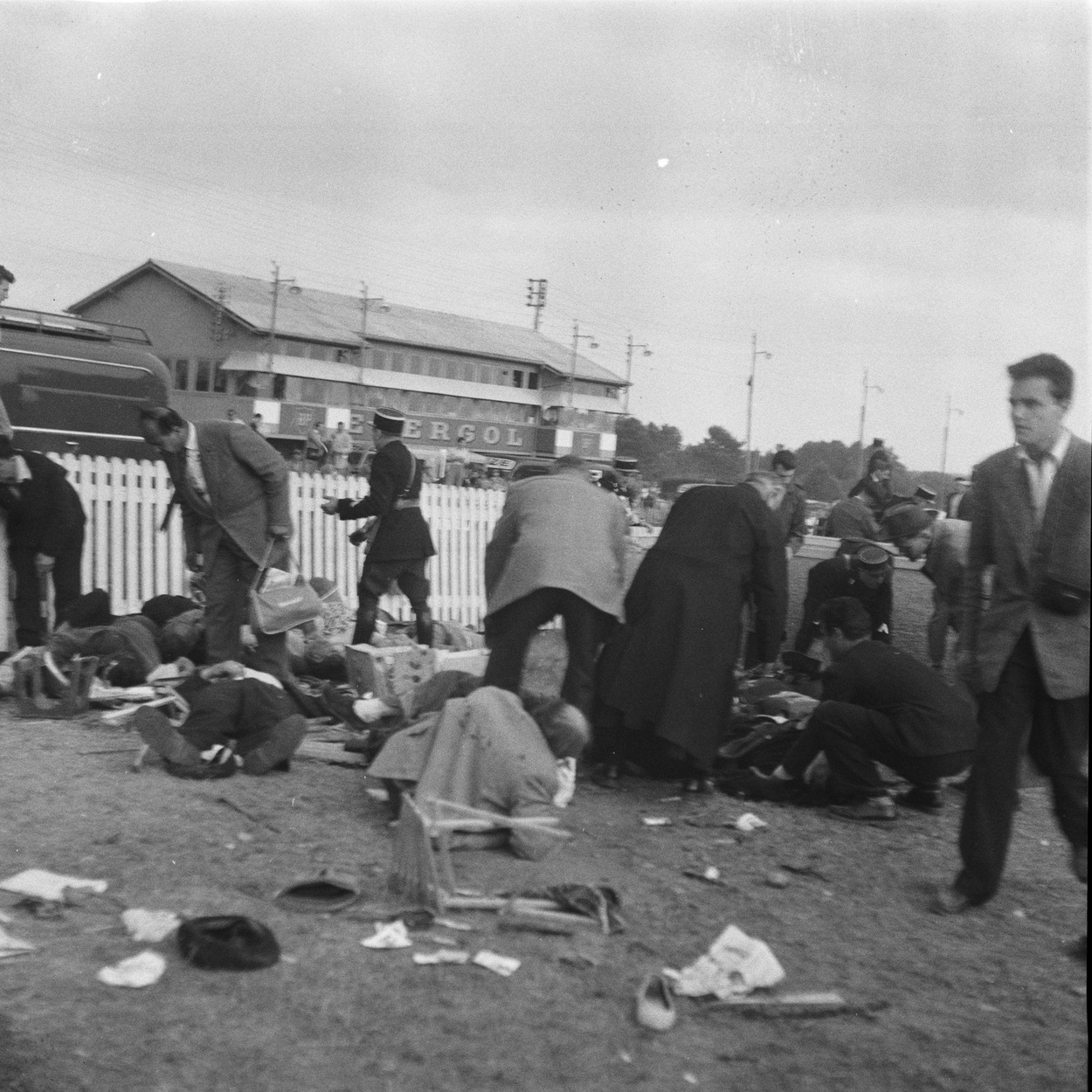
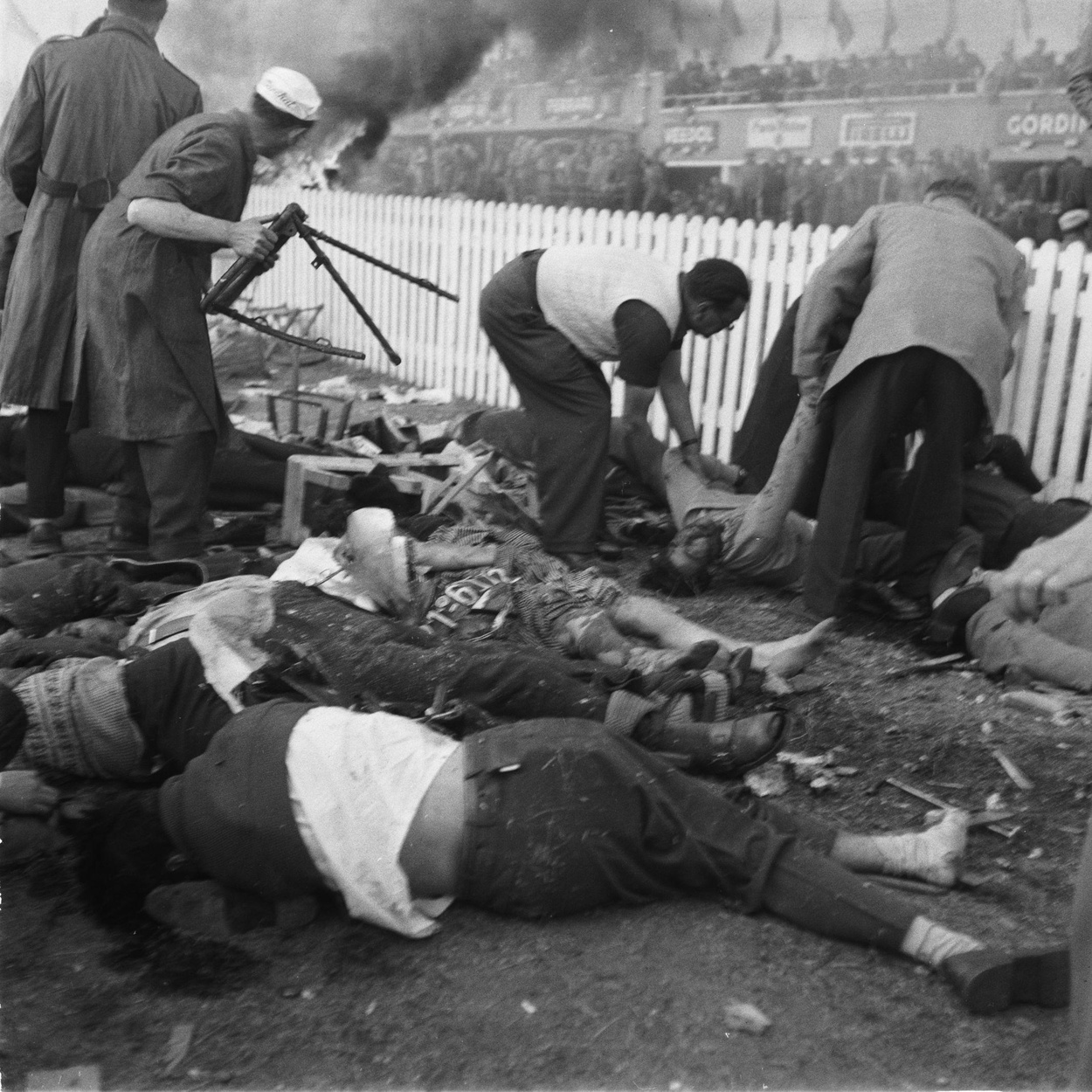
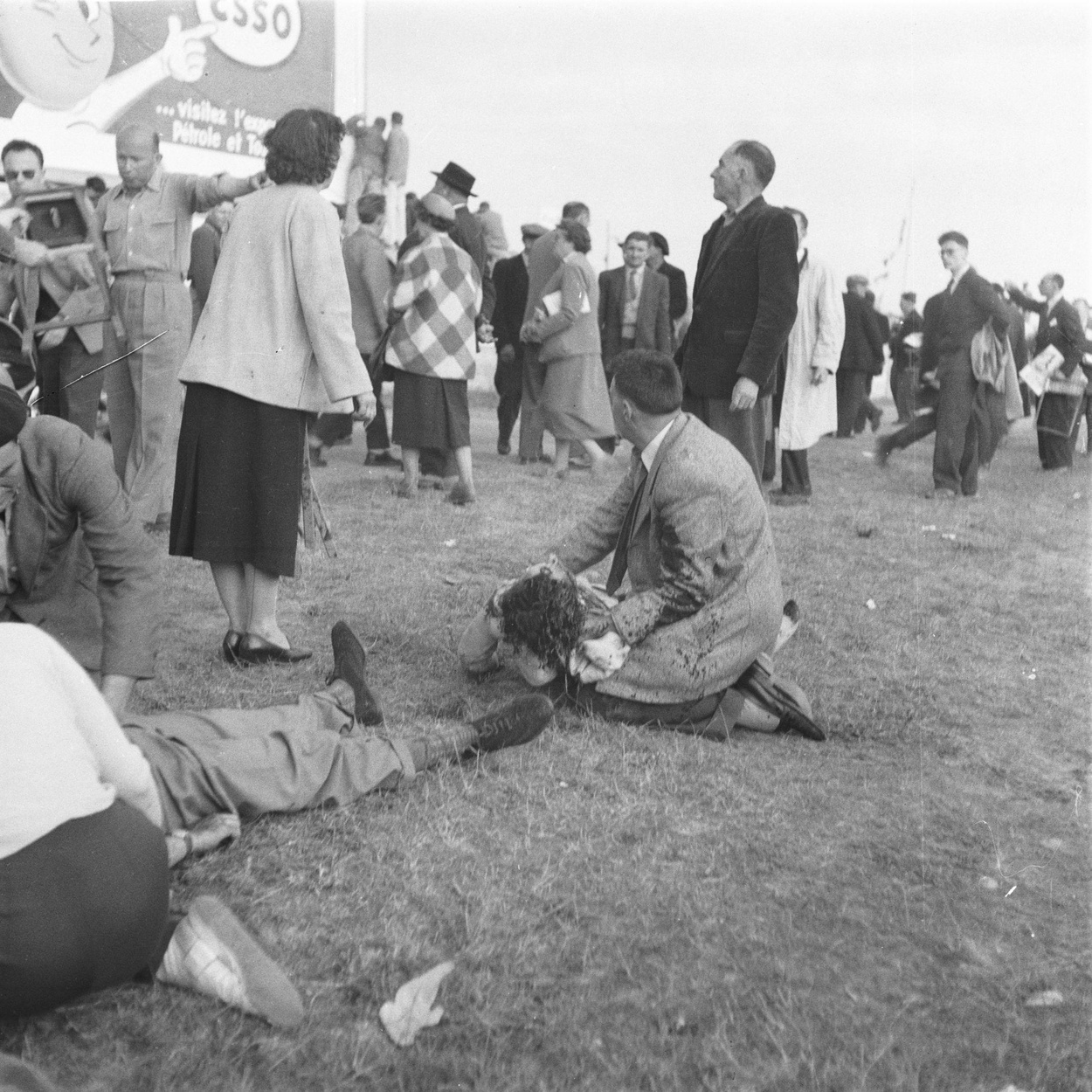

## Enquête

### Voitures impliquées dans l'accident

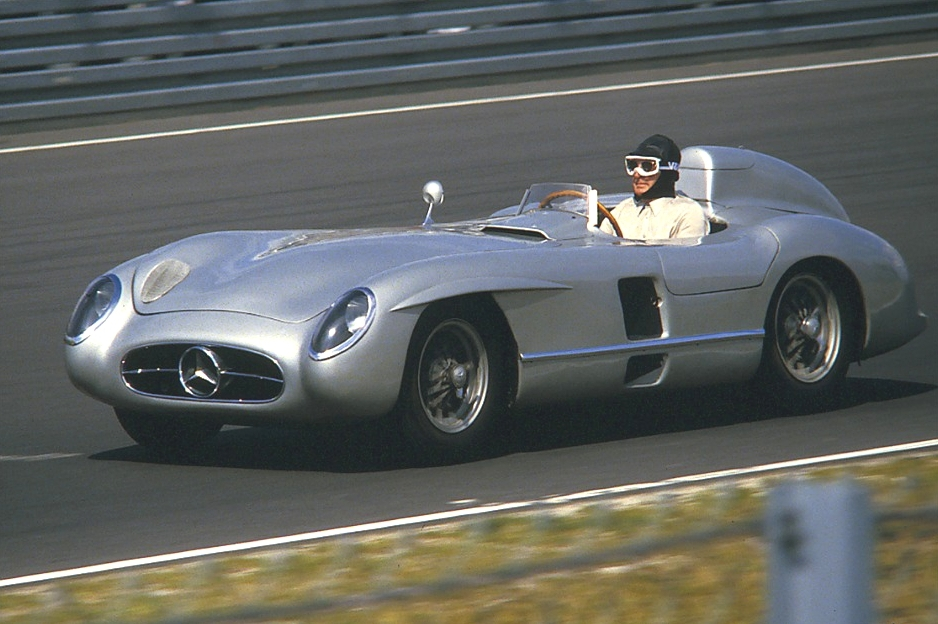
Une Mercedes-Benz 300 SLR semblable à celle que conduisait Levegh.

- No 26, une Austin-Healey 100S appartenant au pilote amateur anglais Lance Macklin. C'était un petit cabriolet, ou roadster, comme en fabriquaient plusieurs constructeurs britanniques à cette époque. Bien que préparée spécialement pour la course, elle est de performances très modestes comparée aux voitures d'usine (environ 200 km/h en pointe contre près de 300 km/h). À l'arrière, le coffre descend en pente douce depuis l'habitacle jusqu'au point le plus bas du châssis qui est très proche du sol. Ce point jouera un rôle important dans l'accident.
- No 20, une Mercedes-Benz 300 SLR engagée par l'usine et pilotée par le Français Pierre Levegh. Avec les Jaguar et les Ferrari, elle compte parmi les voitures les plus puissantes et les plus rapides de l'épreuve. Comme presque toutes les machines très performantes, elle est entièrement carénée : le dessous est plat et lisse. Là encore, cette disposition comptera pour beaucoup dans l'accident.
- Au départ de l'épreuve, il y a soixante voitures engagées, avec une très grande disparité : les machines d'usine approchent les 300 km/h[4] quand celles de pilotes privés plafonnent autour de 200 km/h ; les accélérations et les passages en courbe sont dans le même rapport. La même disparité se retrouve au niveau des pilotes : une poignée d'as venus des Grands Prix de Formule 1, comme Eugenio Castellotti, Fangio ou Hawthorn, côtoient des gens moins pointus mais entrainés aux courses d'endurance, et aussi des amateurs de moindre talent qui courent rarement.

### Commission d'enquête
Dès le soir de l'accident les gendarmes entameront les auditions des témoins et de certains pilotes, mais les vraies recherches des causes et circonstances du drame ne commenceront qu'après la nomination par le parquet du Mans du juge Zadoc-Kahn et la réunion par celui-ci d'une commission d'enquête de quatre membres qui commencera ses travaux le 20 juin 1955. Cette commission n'aura pas la tâche facile car la plupart des protagonistes (constructeurs, pilotes, mécaniciens et autres) sont repartis dans leurs pays d'origine, et elle manque de témoins fiables : l'accident avait été si imprévisible et si soudain que personne n'avait rien vu venir, et, même après, la plupart n'auront rien compris à ce qui venait de se passer.
Plus tard, beaucoup broderont à partir de ce qu'ils auront entendu dire : l'un aura vu passer un bolide enflammé au-dessus de sa tête, un autre affirmera que la voiture a explosé au-dessus de la première enceinte et il pourra même préciser que l'explosif brisant était placé à gauche devant le pilote.
La commission devra donc se reposer avant tout sur les traces matérielles de l'accident : impacts sur le talus de protection du public, marques de freinage sur la piste, emplacement et état des éléments comme le moteur, le train avant, le capot, les restes de la Mercedes-Benz après l'incendie, et l'épave de l'Austin. Les seuls documents filmés au moment de l'accident dont disposeront les enquêteurs montrent les éléments de la Mercedes-Benz s'abattant sur les spectateurs et la chute de l'épave sur le talus, suivie de l'explosion du carburant.

### Responsabilités
Dans son enquête, le juge Zadoc-Khan devra aussi rechercher les éventuels responsables du drame. L'Automobile Club de l'Ouest, organisateur de l'épreuve, ne pouvait être mis en cause car le circuit du Mans était le mieux protégé de toute l'Europe. Mais dès le soir, Lance Macklin mettait en cause Mike Hawthorn pour s'être trop brutalement rabattu devant lui et surtout pour avoir brutalement freiné. Entendu par le juge, Hawthorn déclare : « J'ai doublé une Austin-Healey, j'ai donné un signal avec la main droite que j'allais arrêter aux ravitaillements ; après cela j'ai freiné ». La déclaration de Macklin présente un certain flou aux yeux des enquêteurs : Hawthorn roulait environ 60 km/h plus vite que lui au moment où il l'a dépassé, et il lui fallait donc ralentir de 240 à 170 km/h avant de le gêner ; entretemps il s'était éloigné de lui.
Pour mieux juger, il manque aux enquêteurs un document filmé montrant l'accrochage entre l'Austin et la Mercedes-Benz. Or ce document existait : un spectateur anglais placé juste le long des palissades avait filmé avec une petite caméra d'amateur 8 mm la sortie du virage de Maison Blanche, se trouvant de ce fait sur la trajectoire de la Mercedes-Benz accidentée – ce spectateur fut d'ailleurs sérieusement blessé. Jaguar avait eu connaissance de ce film et l'avait aussitôt acheté sans jamais en parler à personne. Ce n'est que vingt ans plus tard que des photos tirées de ce film apparurent dans une revue autrichienne et attirèrent l'attention de quelques rédacteurs automobiles.
Il fallut l'opiniâtreté d'un journaliste anglais, Paul Skilleter, pour obtenir le film et le faire diffuser au public cinquante-cinq ans après les faits. Sur ce bout de film qui dure à peine trois secondes on voit les voitures sortir de « Maison Blanche » : la Jaguar devant l'Austin et un peu derrière la Mercedes-Benz de Levegh ; et d'un seul coup l'Austin jaillit en diagonale à travers la piste juste devant la machine de Levegh qui ne peut strictement rien faire pour l'éviter. Sur l'image suivante, une fraction de seconde plus tard, la Mercedes-Benz a déjà quitté le sol. On note l'énorme écart entre la Jaguar et l'Austin, quasiment de quoi faire passer une troisième voiture entre les deux — la largeur de la piste à cet endroit permettait aisément le passage de trois voitures de front — bien au-delà d'un simple dépassement.
Si la commission avait eu ce document, cela lui aurait permis de stopper la campagne menée par les Anglais contre Levegh qu'ils considéraient comme le responsable de l'accident : trop vieux (49 ans, mais Fangio était encore champion du monde à 46 ans), manque d'entraînement, inapte à conduire une machine aussi rapide (alors qu'il était sur le point de gagner l'édition de 1952 à lui seul), pas les bons réflexes, etc.. Or le film montre clairement qu'il ne pouvait pas éviter l'accrochage, et à ce moment-là il était quand même cinquième du classement général ; Fangio lui-même, au cours d'un entretien avec le juge Zadoc-Khan, avait déclaré : « Je n'aurais rien pu faire ». Finalement, il s'avéra impossible de désigner un responsable du drame et un non-lieu fut rendu le 10 novembre 1956.
Restait à savoir pourquoi Macklin avait vu trop tard que la Jaguar freinait devant lui, et c'est le Belge Paul Frère, qui pilotait cette année-là une Aston Martin avec laquelle, associé à P. Collins, il termina second de l'épreuve, qui donna la réponse la plus plausible : « Les pilotes des petites voitures comme l'Austin doivent constamment surveiller les machines plus rapides qui arrivent derrière eux et vont les doubler. Il est donc probable que Macklin, après avoir vu la Jaguar passer à côté de lui comme un boulet, a reporté son attention sur le rétroviseur pour voir arriver la Mercedes-Benz de Levegh ; et quand il a de nouveau regardé la piste devant lui, il était déjà trop près de cette Jaguar, d'où sa manœuvre incontrôlée. »

### Hypothèses écartées par les enquêteurs
Un drame de cette ampleur ne pouvait que susciter commentaires et hypothèses souvent infondées. La rumeur la plus tenace, au point de figurer des années après dans certains ouvrages, voulait que Mercedes-Benz ait ajouté un additif détonant au carburant officiel fourni par l'ACO. Ceci aurait expliqué pourquoi nombre de spectateurs voyaient des flammes blanches envelopper la Mercedes-Benz. Or les enquêteurs avaient pu prélever dans le circuit d'alimentation du moteur du carburant qui fut analysé avec la plus grande rigueur ; il s'avéra être bien celui fourni par l'ACO sans la moindre trace d'additif. Les flammes blanches provenaient du magnésium qui composait le châssis .
Des témoins prétendirent qu'il y avait eu plusieurs explosions. En réalité, le seul élément d'une voiture susceptible de déflagration est le réservoir de carburant, et c'est ce qui se produisit quand l'épave de la voiture tomba sur le talus. Les éléments de la partie avant (moteur, capot, train avant et autres) ont été examinés soigneusement par les enquêteurs et ne présentaient aucune trace de feu ; il en allait de même de la dépouille du pilote.
Il fut dit aussi que les freins de l'Austin n'étaient pas aussi puissants que ceux, à disques, de la Jaguar, ce qui n'aurait pas permis à Macklin de ralentir aussi fort.
D'autres commentateurs, voyant que certains spectateurs ne présentaient ni lésion hémorragique grave ni blessure lourde apparente, en conclurent qu'ils avaient été tués par l'onde de choc d'une explosion. En fait, de nombreux spectateurs furent projetés au sol par les éléments de la Mercedes-Benz alors qu'ils étaient perchés en hauteur sur des escabeaux ou des caisses, d'où des lésions internes de la tête ou des fractures du rachis qui sont mortelles[réf. nécessaire].

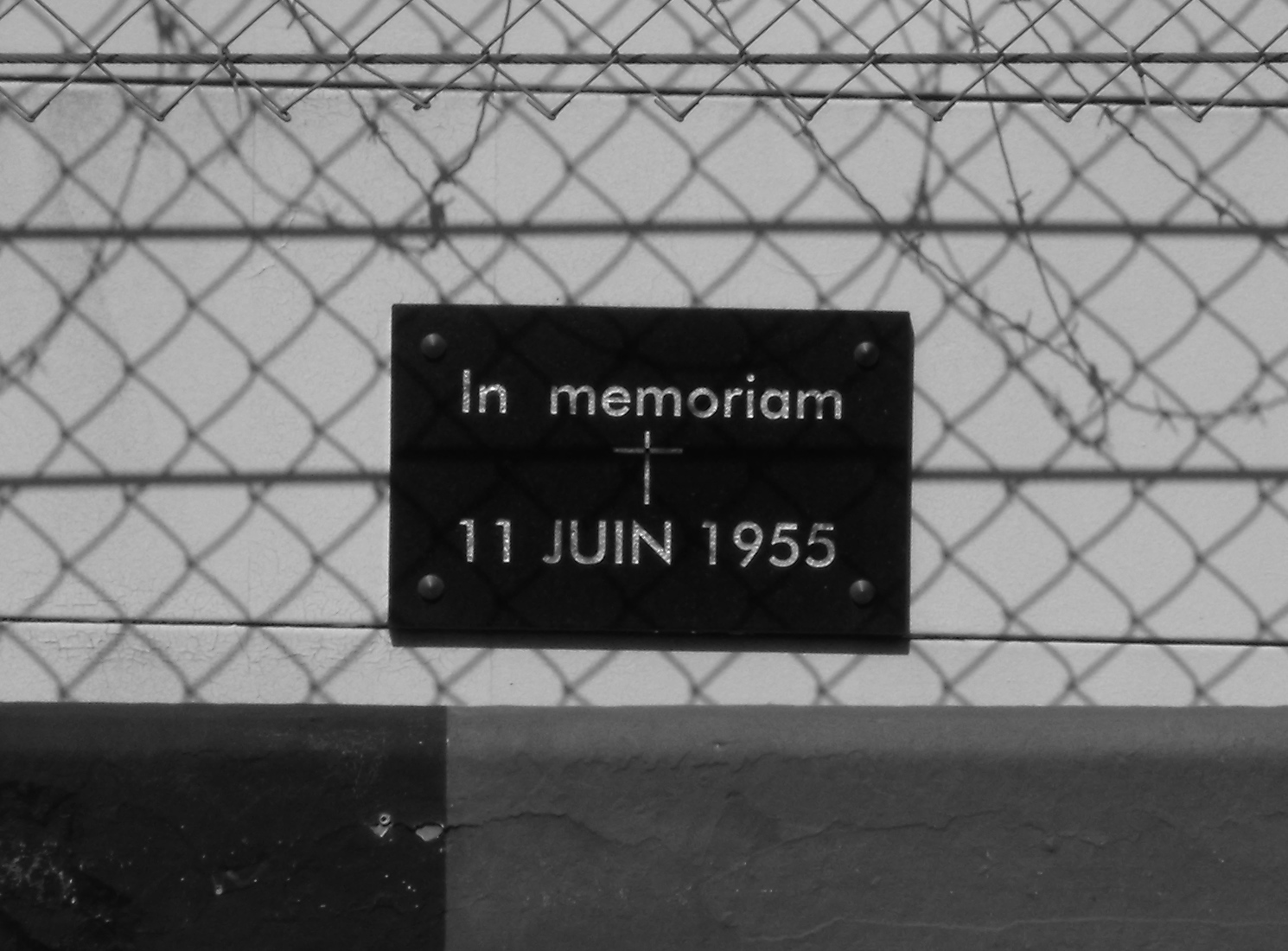
Plaque commémorative du drame du 11 juin 1955.

## Conséquences
L'ampleur du drame provoqua dans l'opinion publique un vif mais bref sentiment de rejet pour le sport automobile, que ce soit en France ou dans d'autres pays européens. Plusieurs gouvernements allèrent même jusqu'à interdire les compétitions automobiles sur leur sol. Ainsi, en Suisse, cette interdiction est restée en vigueur jusqu'en 2007 pour les courses sur circuit, amenant à disputer les Grand Prix automobile de Suisse de 1975 et de 1982 en France, sur le circuit de Dijon-Prenois.
Pour l'édition 1956, les stands du circuit des 24 Heures seront détruits et reconstruits plusieurs mètres en retrait du circuit afin d'élargir la piste au niveau de la ligne droite des tribunes. Il faudra cependant attendre 1971 pour qu'une rangée de deux rails sépare la piste de la voie des stands. Enfin, de grands grillages de sécurité seront posés entre la piste et les zones accueillant les spectateurs pour l'édition 1996, quarante ans après le drame.

## Documentaires
- 24 Heures du Mans 1955 : la course de la mort, Mystères d'archives, Arte.
- (en) The Deadliest Crash: the Le Mans 1955 Disaster, BBC Four.
- (en) Le Mans 1955, court métrage d'animation de Quentin Bailleux, 2019, [lire en ligne], 15 min 13 s, [vidéo].
- Karim El Hadj et Elsa Longueville, « 24 Heures du Mans 1955 : l'histoire oubliée du pire accident du sport automobile »  [vidéo], Le Monde, 4 juin 2023 (consulté le 9 octobre 2024).
- Le Mans 1955, une tragédie française, documentaire de 90 mn, produit par Federation Studio France, réalisé par Emmanuel Reyé (2023)[8].